# Klîmentove, Ohtîrka
Klîmentove (în ucraineană Климентове) este un sat în comuna Stara Ivanivka din raionul Ohtîrka, regiunea Sumî, Ucraina.

## Demografie
Componența lingvistică a localității Klîmentove
     Ucraineană (91,91%)
     Rusă (8,09%)
Conform recensământului din 2001, majoritatea populației localității Klîmentove era vorbitoare de ucraineană (91,91%), existând în minoritate și vorbitori de rusă (8,09%).